# Microtonalismo

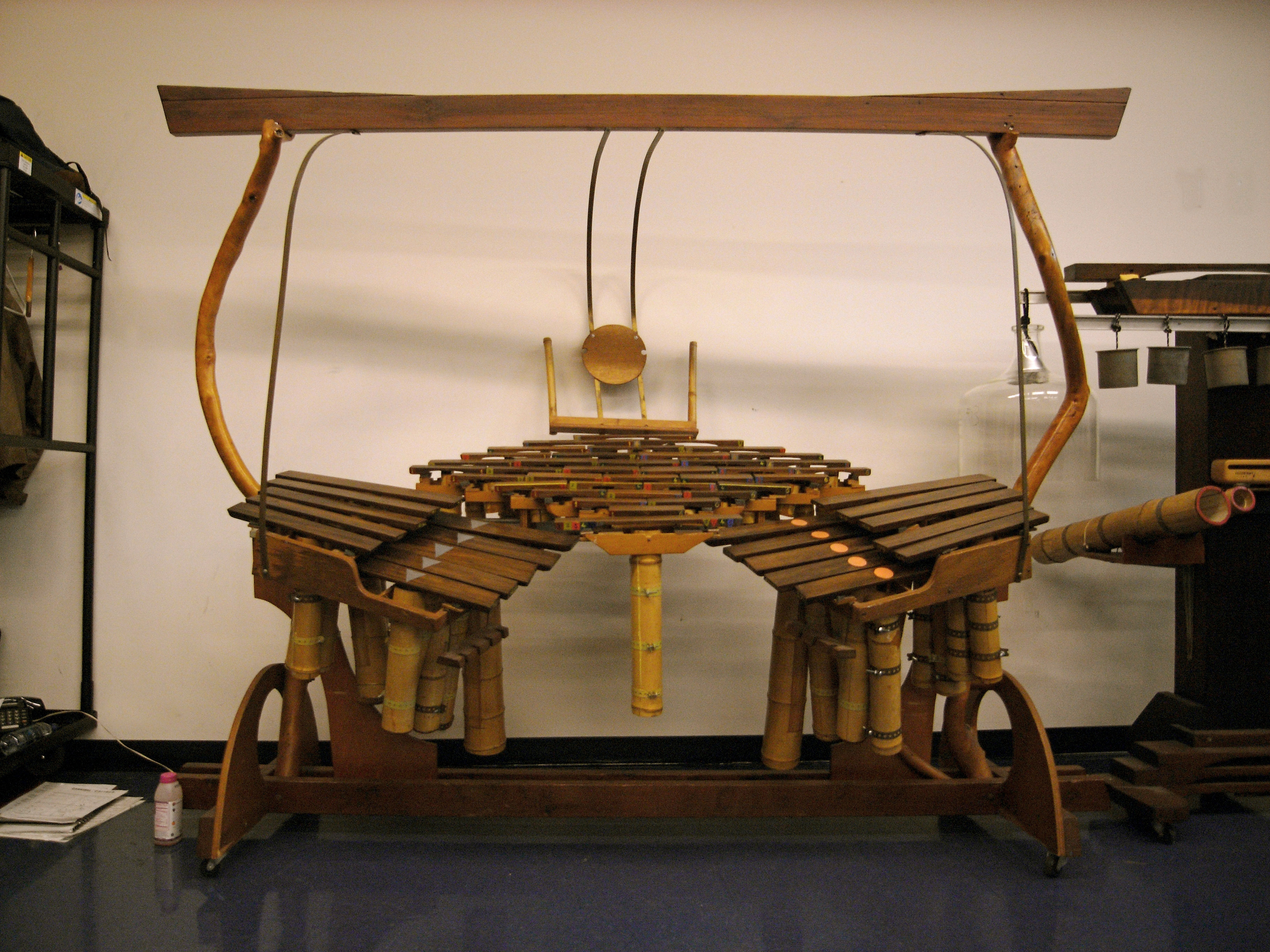
Quadrangularus Reversum, Harry Partch.

En el ámbito de la música, el microtonalismo o xenharmónicos  es la música que utiliza microtonos (los intervalos musicales menores que un semitono). En la música tradicional occidental, una octava se divide en 12 semitonos iguales. En el microtonalismo se utilizan más notas, generalmente se utiliza el sistema de 15, 17, 19, 22, 31, 41 y 53 notas por octava. El músico estadounidense Charles Ives definía a los microtonos de manera humorística como “las notas entre las teclas del piano”.
Muchos teóricos contemporáneos tratan de organizar la división de microtonos de tal manera que se puedan relacionar melódicamente y armónicamente tal como los tonos utilizados en el sistema dodecafónico. Según algunos compositores, el microtono abriría nuevas puertas y horizontes en el mundo de la música contemporánea.

## Historia
La visión actual acerca del microtonalismo es que ha existido desde la antigüedad en las músicas no occidentales (india, árabe), en la música griega (sistema enarmónico), en la música medieval (aunque esta afirmación está sujeta a controversia), y en la música folclórica de algunas regiones europeas, aunque más como accidente o teoría, que como práctica consciente.
Entre los antecedentes más remotos que ahora se conocen, se menciona a Nicolà Vicentino y Vicente Lusitano, que a principios del periodo barroco (siglo XVI) polemizaron acerca de revivir el sistema cromático y enarmónico griego (basado en una división de la escala en 31 partes, y no en 12 partes, como en el actual sistema tonal).
En el siglo XVII Christian Huygens propuso la división de la octava en 31 partes iguales (sistema griego). El canónigo y físico William Holder propuso dividirla en 53 sonidos. Chevé propuso una escala de 50 sonidos. Estos sistemas pretendían un temperamento musical más cercano a la teoría acústica, sin embargo estos sistemas fueron llevados a la práctica sin mucho éxito como las actuales teorías de microtonalismo ya que seguimos manejando el sistema temperado de 12 sonidos equidistantes por octava en toda las escuelas de música académica.
Uno de los últimos autores en la historia en llevar a la práctica el microtonalismo sin éxito académico, basado en una teoría sin uso que puede escribir microtonalismo en intervalos de 16avos, 32avos, 64avos y hasta 128avos de tono, fue Julián Carrillo quien en su experimento de 1895 optó por los 16avos de tono aumentando a 96 sonidos por octava, actualmente su teoría ya cumple 100 años de ser formulada y no ha tenido el éxito del temperamento de 12, ni mucho menos un interés académico de las escuelas y conservatorios que por lo general lo consideran un fracaso. Otro es Alois Hába que fue el creador del sistema tonal basado en la utilización de cuartos y sextos de tono de la música occidental, desde el 1924 hasta el 1943 construyó instrumentos especiales y compuso un nuevo lenguaje microtonal de un gran poder expresivo.

### Musicólogos
Durante años, los teóricos del microtonalismo y de las afinaciones han trabajado y expuesto sus investigaciones, y aunque la mayor parte de la música contemporánea sigue utilizando un sistema temperado de 12 notas por octava, existen multitud de escalas tonales alternativas, más o menos depuradas, desde las basadas en números primos, las basadas en los números de Fibonacci hasta teorías basadas en la física y matemáticas.

### Músicos microtonales
A nivel teórico y práctico, con muchas composiciones experimentales se menciona a los músicos:
1. Richard Heinrich Stein (Alemania, 1882-1942), quien construyó un pequeño piano y un clarinete para cuartos de tono y compuso dos piezas para violonchelo y piano en cuartos de tono (1906).
2. Willi von Moellendorf (Alemania): construyó un pequeño armonio de cuartos de tono y compuso unas cuantas piezas en cuartos de tono.
3. Joerg Mager (Alemania): compuso algunos estudios en cuartos de tono).
4. Alois Hába (Checoslovaco): (Vizovice, 1893-Praga, 1973) Compositor y teórico musical checoslovaco. Defensor del microtonalismo, hizo construir instrumentos especiales y compuso según las reglas establecidas en su obra Nuevas reglas armónicas del sistema diatónico y cromático sobre terceras, cuartas, sextas y duodécimas de tono (1927).[1]
5. Ivan A. Wyschnegradsky (Rusia, 1893–1979): En 1932 publicó un libro titulado Manuel d´harmonie à quarts de ton. Hizo construir un piano en cuartos de tono que tenía tres teclados.
6. Ferruccio Busoni (Italia): hizo algunos experimentos infructuosos en la adaptación de un piano de tercios de tono, y para no comprometer los medios tonos propuso una serie doble de tercios de tono (es decir, sextos de tono).
7. Hans Barth, que compuso un Concierto para piano en cuartos de tono y cuerdas (1930).
8. Julián Carrillo (México 1875-1965) Construyó 16 pianos, arpas, flautas, guitarras y cellos capaces de generar cuartos, octavos y hasta dieciseisavos de tono. Grabó en París obras en cuartos y octavos de tono, ofreció conciertos en Nueva York, Filadelfia, París y México además de desarrollar la Teoría del Sonido 13.
9. Gérard Grisey: junto con Tristan Murail fundaron el movimiento espectral francés, que se caracterizó por la generación de verticalidades que derivan de intervalos del espectro armónico natural del sonido, el cual contiene alturas microtonales que se estrechan siempre más a partir del décimo armónico en adelante.
10. Valeri Brainin (1948), 29-escala.
11. Roberto Barrientos (México, 1982), Piano preparado con microtonos.
12. Francisco Guerrero (España 1951-1997), quizás el más importante compositor español de la segunda mitad del siglo XX, trabajó con sistemas en los cuales la abundancia de alturas microtonales deriva de complejas fórmulas matemáticas y concepciones fractales de los gestos sonoros.
13. Armando Nava Loya (México 1957) Difusor de la teoría musical llamada Sonido 13 con el instrumento musical llamado "Arpa Microinterválica", único instrumento en el mundo capaz de producir 909 sonidos en nueve llamadas octavas.
14. Miguel Oblitas Bustamante (Nasca, Perú 1964): en su sinfonía "Las Pampas de Nasca" (1984), escrita para cantantes solistas, Coro, Antaras de cerámica, Banda militar y Orquesta Sinfónica, emplea microtonos de las antaras de la cultura Nasca.
15. Javier Torres Maldonado (México 1968) ha retomado algunas de las ideas propuestas por Grisey llevándolas, en algunas de sus obras, a momentos de consonancia y disonancia espectral que dependen de la superposición de fragmentos de espectros construidos sobre diferentes fundamentales, así como de otros sistemas que superan el origen espectral de estos conceptos, como la contracción inarmónica o diferentes técnicas combinatorias de intervalos más pequeños que el semitono cromático.
16. Trey Spruance (California 1969).
17. Walter Mack (Argentina 1975) basado en fórmulas matemáticas creó escalas para múltiples sistemas microtonales y un instrumento en un sistema de tercios de tonos, y un instrumento que combina 12 con 18 notas.
18. Charles Antonio Loli Antequera (Perú 1975): basado en inducciones matemáticas, serie de armónicos y la octava pitagórica, resumió escalas en relación con la armonía para sistemas microtonales de divisiones en partes iguales de la octava con aproximaciones a la quinta de armónicos y su escritura en el "Pentadecagrama"(sistema de 15 líneas paralelas en grupos de 5 para una escala tonal de 17notas). Puso en práctica los sistemas microtonales mediante software de música. Actualmente desarrolla un programa llamado Tonalismo(www.tonalismo.com) basado en su teoría para instrumentos microtonales con afinaciones cercanas a la serie armónica, tales como 17edo, 29edo, 41edo, 53edo ...etc. www.microtonalismo.com
19. King Gizzard & the Lizard Wizard (Australia, 2017) Banda de rock psicodélico que empezó a explorar en este sonido con una colección de 5 discos.
20. Soust (Bolivia, 2019) Proyecto solista de rock progresivo, música experimental y art rock de Issa Montano, quien emplea una guitarra modificada en microtonalidades para la canción "Samara In Babel" de su disco Atonement Eleutheria.

## Instrumentos microtonales

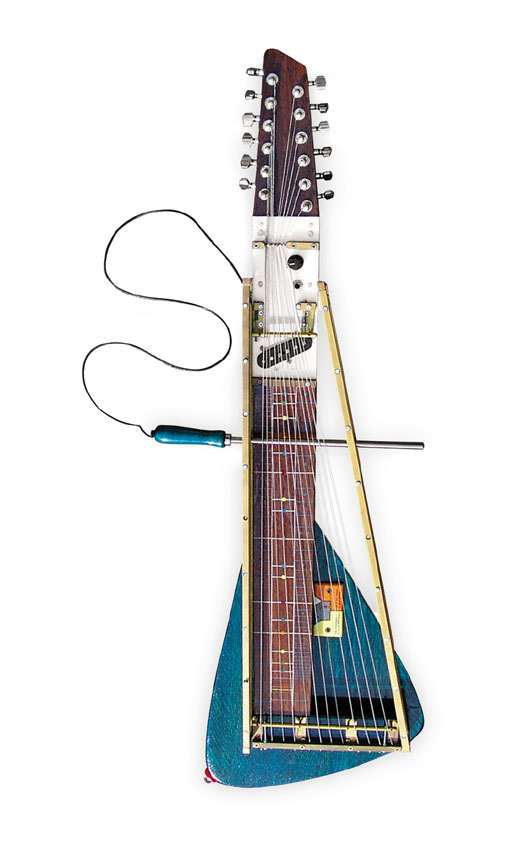
La Moodswinger, una cítara eléctrica con un tercer puente adicional, Yuri Landman, 2006.

Para el surgimiento de instrumentos microtonales sirvieron de impulso algunos instrumentos electroacústicos de los años 1920 que salían del temperamento de 12 sonidos. Algunos ejemplos de instrumentos microtonales son:
- Las Ondas Martenot (utilizadas posteriormente por Olivier Messiaen e Iván Wischnegradsky, entre otros),
- El trautonium (utilizado por Paul Hindemith),
- La ondolina,
- El theremín,
- La Moodswinger, de Yuri Landman,
- El Arpa microinterválica, inventada por el mexicano Óscar Vargas Leal, único instrumento en el mundo capaz de producir 909 sonidos en nueve llamadas octavas,
- La dinarra, una guitarra dinámica microtonal, inventada por el uruguayo Eduardo Sábat-Garibaldi,
- La tetarra, guitarra microtonal inventada por el ecuatoriano Lucho Enríquez.
- El trombón
- La Flauta

Todos los instrumentos de cuerda que no estén divididos por trastes son capaces de reproducir notas microtonales.

## Música experimental
Algunos músicos utilizaron los nuevos intervalos como enriquecimiento casual de la composición más que como nuevos sistemas musicales, como el rumano George Enescu (1881-1955) y el húngaro Bela Bártok (1881-1945).
Pero el interés estaba tan presente que en 1922 Alois Hába asistió a un Congreso Internacional de Compositores de Cuartos de Tono y al año siguiente daba clases de cuartos de tono en el conservatorio de Praga.
Julián Carrillo publica su Teoría microtonal llamada "Sonido 13" en Nueva York hacia el año 1916. Posteriormente grabó varias composiciones en Cuartos, Octavos y Dieciseisavos de Tono en París, después de varios conciertos realizados desde 1925. En el Perú, el Compositor nasqueño Miguel Oblitas Bustamante (1964), ha empleado microtonos en su Sinfonía "Las Pampas de Nasca" (1984), escrita para cantantes solistas, Coro, Antaras de cerámica, Banda militar y Orquesta Sinfónica.

## Teoría
A principios del siglo XX, los músicos empezaron a estudiar la posibilidad de ampliar la riqueza del temperamento de doce sonidos empleando tercios y cuartos de tono, y este mismo interés los llevó a estudiar la música india, árabe, eslovaca, rumana, húngara, así como a estudiar a esos teóricos del pasado para integrar a la música occidental los nuevos intervalos.
Evidentemente el interés de los músicos del siglo XX y los de siglos anteriores era diferente:
- En la antigüedad, los intervalos surgían como el reflejo de un sistema diatónico transportado a diversas alturas, o de las 53 comas de Pitágoras.
- En el siglo XX los intervalos surgían de la división intencional de la octava no en 12 semitonos, sino en 18 tercios de tono, o 24 cuartos de tono (incluso unos años después se instó a dividir la escala en 17, 19, 20, 22, 27 o cualquier número de partes llamadas microtonos).

La búsqueda fue ardua, pues los nuevos intervalos requerían de varios factores:
- Una notación diferente.
- Instrumentos temperados (como el piano o la guitarra) que los produjeran y sirvieran de guía a los no temperados (como violines y violonchelos) para la afinación exacta.
- Nuevas reglas de armonía y contrapunto.
- La revisión de los fundamentos teóricos del sistema de doce sonidos.

Los músicos que se ocuparon del asunto fueron muchos, algunos se conformaron con especulaciones teóricas, otros con unos cuantos ejercicios en instrumentos adaptados para tal fin, y unos cuantos llevaron al límite sus intentos construyendo nuevos instrumentos, creando una nueva teoría musical para microintervalos, componiendo una buena cantidad de obras y presentándolas en conciertos.

## Escalas microtonales y macrotonales

### Antiguas
Algunas escalas tradicionales que no utilizan 12 semitonos por octava:
- Escala javanesa tradicional, de 5 tonos.
- Escala siamesa tradicional, de 7 tonos.
- Raga Shruti, de 22 tonos (India).
- Escala tailandesa tradicional, de 8 tonos.
- Escala Nasca investigada por Miguel Oblitas Bustamante.
- Lu, de 12 notas (en la Era Han, China).
- Escala Persa de 17 tonos.
- Escala Iraqí Enarmónica de 8 tonos.

### Contemporáneas
Estas son algunas de las escalas desarrolladas por importantes teóricos o músicos:
- Escala de Bohlen-Pierce de 13 tonos
- Escalas Alfa, Beta y Gamma de Wendy Carlos[2]
- Kimberger I, Kimberger II y Kimberger III (Johann Philipp Kirnberger), que son temperamentos históricos parientes del mesotónico.
- Sistema Euler Genos o Euler-Fokker Genera / Escala Octony (Leonhard Euler).
- Escala modal de 9 tonos (Max Méreaux).
- Escala de 29 tonos (Valeri Brainin).
- Escala de 43 tonos (Harry Partch).
- Escalas de Ervin M. Wilson:
  - Hexany, de 6 tonos.
  - Eikosany, de 20 tonos.
  - Dekatesserany, de 14 tonos.
- Escala de 53 tonos (Larry Hanson).
- Escala de 96 tonos, "Sonido 13" (Julián Carrillo).
- Escala de 19 tonos (Joseph Yasser).
- Escala de 23 tonos (Yuri Landman, Moodswinger).
- Escalas próximas a quintas múltiplos de 12, 17, 19, 29, 31, 41, 53, propuesta teórica de - "Armonía microtonal inductiva alfa edo" (Charles Loli).